# Timimoun
Timimoun (àrab: تميمون, Timīmūn) és un petita ciutat oasi a la Província d'Adrar, Algèria; a la regió de Gourara.
Es troba al nord-oest del seu epònim llac salat (Sebkha) a la vora del'altiplà de Tadmaït.
Timimoun destaca pelcolor ocre dels seus edificis. Disposa d'un aeroport.